# 丹氏短稚鱈
丹氏短稚鱈，為輻鰭魚綱鱈形目稚鱈科的其中一種，分布於西印度洋葉門海域，為深海底棲性魚類，深度398-420公尺，棲息在底層水域，生活習性不明。

## 扩展阅读
維基物種上的相關：丹氏短稚鱈